# 에리히 클라이버

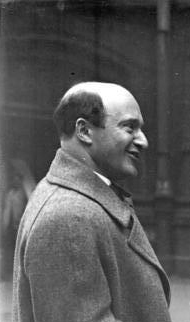
에리히 클라이버

에리히 클라이버(독일어: Erich Kleiber, 1890년 8월 5일 ~ 1956년 1월 27일)는 오스트리아 출신의 지휘자로, 카를로스 클라이버의 아버지이다.

## 생애
1890년 오스트리아 빈에서 태어났다. 이후 프라하에서 자랐다. 어려서 부모님을 잃고, 부유한 외갓집에서 자랐다. 1908년 프라하 음악원에서 들어가 지휘를 배웠다. 1911년 지휘자로 데뷔해 1919년까지 다름슈타트와 만하임 등지의 가극장에서 경력을 쌓았다. 뒤셀도르프를 거쳐 1923년 베를린 국립 오페라의 음악 감독으로 취임했고 모차르트, 베토벤 등 전통적인 작곡가 외에도 레오시 야나체크의 《예누파》, 알반 베르크의 《보체크》 등 현대작품을 초연하여 성공을 거두었다.
클라이버는 나치가 집권하자 음악 감독직을 사임하고 1938년 가족과 함께 아르헨티나로 이주했다. 이듬해에는 오스트리아 국적을 버리고 아르헨티나 시민권을 취득했다. 그는 부에노스아이레스의 테아트로 콜론의 수석 지휘자가 되었으며 남미 각국에서 객원 지휘자로 활약했다. 전쟁이 끝나자 1954년 베를린 국립 오페라의 음악 감독으로 돌아갔으나 이듬해 정치적인 이유로 사임했다. 클라이버는 1956년 취리히의 호텔에서 사망했다.

## 참고 문헌
- 조홍근, 《세계명곡해설대전집》, 진현서관, 1978, p.324~p.325